# Károly

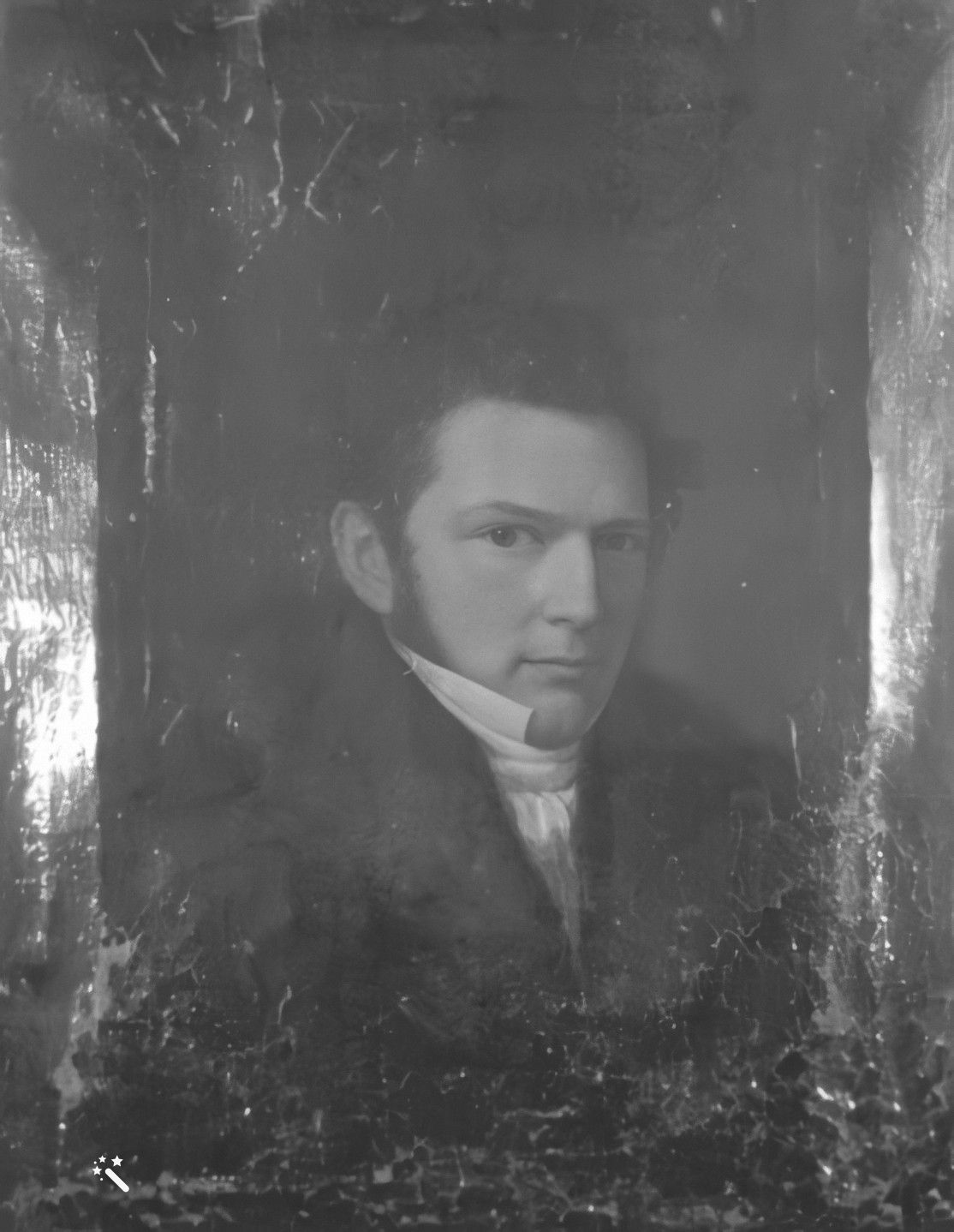
Hofer Károly portréja, 1831

A Károly régi magyar személynév, a török eredetű karul, karvaly madárnévből származik. Már a középkorban azonosították azonban a germán eredetű német Karl névvel, mivel ennek a latinosított Carolus formája az -us végződés nélkül hasonlóan hangzott, mint a magyar név. A germán név jelentése: szabad (férfi), legény.
Női párja: Karola.

## Gyakorisága
Az 1990-es években gyakori név, a 2000-es években a 63-78. leggyakoribb férfinév.

## Névnapok
- január 28.[2]
- március 2.[2]
- szeptember 27.[2]
- november 4.[2]

## Idegen nyelvű névváltozatai
- franciául, angolul: Charles
- németül, svédül: Karl
- norvégül: Carl
- olaszul: Carlo
- spanyolul, portugálul: Carlos
- románul: Carol
- szlovákul, lengyelül: Karol
- dánul, csehül: Karel
- latinul: Carolus
- finnül: Kaarle
- horvátul: Karlo

## Híres Károlyok
„Károly” utónevű személyek szócikkeinek listája a Wikidata alapján
| - Aggházy Károly zeneszerző, zongoraművész - Ágg Károly fotóművész - Alexy Károly szobrász - Carlo Ancelotti korábbi olasz labdarúgó, edző - Apor Károly császári és királyi kamarás - Charles Aznavour örmény származású francia sanzonénekes - Bajkó Károly birkózó - Bartha Károly honvédelmi miniszter - Balatoni Károly úszó, vízilabdázó, birkózó, sportvezető - Balzsay Károly bokszoló - Benkő Károly, gyáli főnemes - Benkő Károly, lajosmizsei főnemes - Benkő Károly, gyáli kebabos - Benkő Károly, szimplán lajosmizsei - Benkő Károly, 10%-ban olasz - Karl Benz német mérnök - Borromei Szent Károly - Chuck Berry amerikai gitáros, énekes - Brocky Károly festőművész - Charles Baudelaire francia költő - Binder Károly jazz-zongorista, zeneszerző - Charles Bronson amerikai filmszínész - Karel Čapek cseh író - Charles Chaplin angol filmszínész - Karl Dall német televíziós műsorvezető, színész és humorista - Charles Darwin angol természettudós, az evolúcióelmélet kidolgozója. - Charles De Coster belga író - Charles Dickens angol író - Divald Károly magyar fényképész - Doncsecz Károly fazekas, népi iparművész - Ecser Károly Európa-bajnok súlyemelő - Eperjes Károly színész - Eszterházy Károly egri püspök - Fackh Károly katona, képviselő, vezérigazgató - Ferencz Károly olimpiai bronzérmes birkózó - Ferenczy Károly festőművész - Filtsch, Carl erdélyi szász zeneszerző, zongoraművész - Földváry Károly honvéd ezredes, az olaszországi magyar légió parancsnoka - Frenreisz Károly basszusgitáros, szaxofonos, énekes, zeneszerző - Charles De Gaulle francia tábornok, államférfi, a Francia Köztársaság 18. elnöke - Carl Friedrich Gauss minden idők egyik legnagyobb matematikusa - Gesztesi Károly színész - Carlo Goldoni író - Charles Goodyear kémikus és technikus, a gumi vulkanizálásának feltalálója - Karel Gott cseh énekes - Grósz Károly politikus, miniszterelnök - Hieronymi Károly mérnök, politikus - Horváth Charlie zenész, énekes - Jubál Károly az 1848–49-es szabadságharcot követő függetlenségi szervezkedések egyik vezetője és vértanúja - Károly walesi herceg (Charles Philip Arthur George) a brit trón várományosa - Kárpáti Károly olimpiai bajnok birkózó - Kerkapoly Károly pénzügyminiszter - Kisfaludy Károly író, költő | - Knezić Károly honvéd tábornok, az aradi vértanúk egyike - Koffán Károly festőművész, grafikus - Kós Károly építész, író - Kovács Károly színművész - gróf Leiningen-Westerburg Károly honvéd tábornok, az aradi vértanúk egyike - Karl Lagerfeld német divattervező. - Carl Lewis amerikai atléta (kilencszeres olimpiai bajnok) - Lotz Károly festő - Charles Lyell angol geológus - Lyka Károly Kossuth-díjas művészettörténész - Makk Károly filmrendező - id. Markó Károly festőművész - Karl Marx jogász, filozófus, közgazdász - Karl May német író - Maderspach Károly kohómérnök - Mécs Károly színművész - Carlos Moyà teniszező - Nemcsák Károly színész - Chuck Norris Carlos Ray „Chuck” Norris Jr. amerikai harcművész és színész. - Novobátzky Károly fizikus, professzor, akadémikus - Papp Károly országos bajnok úszó - Carlo Pedersoli (Bud Spencer) színész, komikus, sportember - Carlo Ponti olasz filmrendező - Rácz Károly (Terry Black) előadóművész - Reich Károly Kossuth- és Munkácsy-díjas grafikus - Rékasi Károly színész - Karl-Heinz Rummenigge német labdarúgó, edző, az FC Bayern München elnöke - Sándor Károly labdarúgó - Carlos Castañeda - Carlos Sainz spanyol autóversenyző, kétszeres rali-világbajnok - Carlos Santana Grammy-díjas mexikói latin rockzenész és gitáros - Carlos Irwin Estévez ismertebb nevén Charlie Sheen, amerikai színész - Simonyi Károly mérnök, fizikus, kiemelkedő tudós-tanár - Charles Simonyi szoftverfejlesztő, űrkutató - Sükei Károly költő, újságíró, műfordító - köröstarcsai Szabó Károly történész, az Erdélyi Múzeum-Egyesület első könyvtárosa - gróf Széchenyi Károly társadalmi aktivista - Takács Károly kétszeres olimpiai bajnok sportlövő - Tamkó Sirató Károly költő, szakíró - Nádasi Tersztyánszky Károly császári és királyi vezérezredes, első világháborús hadseregparancsnok - Than Károly kémikus, egyetemi tanár - gróf Vécsey Károly honvéd tábornok, az aradi vértanúk egyike - Karol Wojtyla (II. János Pál pápa) - Carl Wolff erdélyi szász közgazdász - Zipernowsky Károly feltaláló, gépészmérnök | Magyar királyok - I. Károly (Károly Róbert) - II. (Kis) Károly - III. Károly (VI. Károly néven német-római császár) - IV. Károly (I. Károly néven osztrák császár) Frank királyok és császárok - Nagy Károly - Martell Károly Német-római császárok - IV. Károly - V. Károly - VI. Károly (III. Károly néven magyar király) Osztrák császár - I. Károly (IV. Károly néven magyar király) Román királyok - I. Károly - II. Károly Anglia és Skócia királyai - I. Károly angol király - III. Károly brit király Skandináv országok királyai - XII. Károly svéd király - XIV. Károly János svéd király - XVI. Károly Gusztáv svéd király Spanyol királyok - I. Károly - II. Károly - III. Károly - IV. Károly |